# 林摶秋
林摶秋（1920年10月6日—1998年4月4日），台灣桃園區人，劇作家、戲劇導演、電影製片家及電影導演。在前往日本留學時，因日文無「搏」字，故被日本籍教師改名為「林博秋」，在第二次世界大戰後恢復原名。日治時期至戰後初期以新劇劇本創作與導演為主，戰後投身電影事業，成立「玉峯影業公司」及創設「湖山製片廠」。劇本作品有《奧山の社》(《深山的部落》)、《閹雞》、《高砂館》、《地熱》和《從山上看街市的燈火》等；執導電影作品有《阿三哥出馬》、《嘆烟花》(上、下集)、《錯戀》、《五月十三傷心夜》等。
林摶秋1938年從新竹中學肄業後赴日就讀日本明治大學政治經濟科。就學期間經由紅磨坊新宿座負責人佐佐木千里的介紹，進入東寶影業，擔任導演助理，奠定日後的製片事業基礎；自明治大學畢業後，旋即加入東京新宿的紅磨坊劇團文藝部。在此劇團林搏秋發表首部作品《奧山の社》(《深山的部落》)，被《東京新聞》稱譽為「臺灣本島人第一位劇作家」。1943年1月起林搏秋開始與台灣本土劇團合作以及籌組研究會，所推出的作品皆叫好叫座。二二八事件爆發後，林搏秋離開劇壇，返鄉接管家族事業。至1957年林搏秋投入電影事業，籌組玉峰影業公司，建立台灣專業的電影產業。於玉峰影業時期林搏秋執導6部作品，隨著台語片市場蕭條，於1961年暫停拍片，後來雖短暫復出，但玉峰影業仍於1971年結束營運。
不論是台灣新劇或是戰後台灣台語電影，林搏秋為台灣帶來最新的技術與思潮，為該領域奠定厚實的基礎。

## 生平
林摶秋之父林添富經營謙記商行（大豹炭鑛事務所），主掌大豹煤礦經營權，負責台北地區8個礦場的運輸行銷事務，家境富裕。林摶秋1938年從新竹中學肄業後赴日升學，1942年畢業於日本明治大學政治經濟科。就學期間便熱衷觀賞戲劇，並經由紅磨坊新宿座負責人佐佐木千里的介紹，進入東寶影業，擔任導演助理支援電影攝製工作，奠定日後的製片事業基礎。畢業後隨即加入東京地區以領導「新喜劇運動」聞名的新宿紅磨坊劇團文藝部，於此期間發表首部作品《奧山の社》(《深山的部落》)，被《東京新聞》稱譽為「臺灣本島人第一位劇作家」。返台後，投入台灣新劇運動，直至二二八事件後，林搏秋告別劇場，返家接管煤礦事業。1957年林搏秋因日籍導演岩澤庸德批評臺灣電影業落後日本三十年，因而決心振興臺灣電影，首先成立「玉峯影業公司」，並於自家位於鶯歌鎮中湖里的嘉美牧場原址，創設「湖山製片廠」，且設有演員訓練班。1971年因臺灣台語電影整體環境式微，林搏秋結束玉峰影業公司，湖山製片廠也隨之沒落。1998年，林摶秋因心臟衰竭病逝於台北。

## 新劇創作時期
1943年1月林搏秋於假期間返台，與桃園青年團體雙葉會合作公演《阿里山》，由簡國賢改編劇本、林搏秋執導，獲得各界高度肯定。正式束裝返台後，1943年4月29日與王井泉、張文環、呂泉生等人籌組厚生演劇研究會，繼承因中日戰爭而中斷的新劇運動。9月3日起一連6天，推出《閹雞》、《高砂館》、《地熱》、《從山上看見的街市燈火》等四劇，演出轟動一時。林摶秋一人負責這次公演所有劇目之編劇、導演工作；同時由於編、導技術成熟，當時劇評喻為「台灣新劇運動的黎明」，是台灣現代戲劇史上劃時代的演出。該會後因戰爭而中止所有活動。
1946年林摶秋與王井泉成立「人人演劇研究會」，原要出演《海南島》，但適逢台灣省行政長官公署頒布〈台灣省劇團管理規則〉實施嚴格的劇本審查制度，當局以該劇「主題晦暗」為由未讓其審核通過，林摶秋只得改為上演《醫德》與《罪》，並改名為「人劇座」重新送審才能演出。不久，二二八事件爆發，自此揮別劇壇，返鄉務礦。

## 台語電影拍攝時期
1955年起臺灣台語電影攝製盛行，造成一窩蜂搶拍現象，然成果品質低落，故曾遭來台拍攝電影的日籍導演岩澤庸德批評「臺灣的電影業，比日本落後三十年」。因受其刺激，1957年林摶秋於是籌組玉峰影業公司，並於鶯歌鎮中湖里興建湖山製片廠，拍攝台語電影。林摶秋秉持著臺灣電影要走出自己的路之精神創設玉峰影業，除引進在日本學習的技術，從拍攝、沖印到後製皆能獨立完成外，並設有演員訓練班，藉由自己培訓演員來完成專業化一條龍的電影產業建立。
玉峰影業公司前後共招募5期演員及攝影、燈光、場景設計等技術人員的培訓。演員訓練班學員包含：李玉芬、吳東如、張潘陽、張美瑤、簡和引、林龍松、黃雪映等人。師資方面請來文學家張文環、音樂家呂泉生、作曲家郭芝苑、舞蹈家李彩娥、編劇賴耀培等前來授課。
玉峰影業公司創立後，林摶秋共執導6部作品，包括《阿三哥出馬》、《嘆烟花》、《後臺》、《錯戀》（重映時更名為《丈夫的秘密》）、《五月十三傷心夜》（又名《女性的條件》）及《六個嫌疑犯》，其中《後臺》因故停拍、《六個嫌疑犯》拍攝完畢後卻無上映。玉峰影業隨著台語片市場蕭條曾於1961年暫時宣告歇業，解散公司演、職員，林搏秋本人也暫停拍片計畫，直到1965年才又以《五月十三傷心夜》復出。1971年玉峰影業就在台語電影整體的景氣下滑以及電視出現的情況下，而結束營運。

## 影視描繪
- 2018年 電視劇《台北歌手》，由徐宇霆飾演。

## 註腳
1. ↑  石, 婉舜. . 臺北市：國立台灣大學戲劇研究所碩士論文. 2002: 51.
2. ↑  .   [2023-06-05]. （原始内容存档于2022-09-29）.
3. 1 2  . 台灣文學辭典資料庫.   [2022-09-26]. （原始内容存档于2022-09-26）.
4. 1 2 3 4  .   [2022-09-26]. （原始内容存档于2022-09-29）.
5. 1 2 3 4 5 6  .   [2022-09-26]. （原始内容存档于2022-09-29）.
6. ↑  . 台灣文學辭典資料庫.   [2022-09-26]. （原始内容存档于2022-09-26）.
7. ↑  瀧田貞治. . 新建設. 1943年10月, 2 (10): 38.
8. ↑  施如芳等. . 聯經出版. 2017年10月11日: 473–474.
9. ↑  李泳泉. . 玉山社. 1998: 15.
10. ↑  . 國家文化記憶庫.   [2022-09-26]. （原始内容存档于2022-09-26）.
11. ↑  林, 奎章. . 臺北市：國立台灣大學戲劇研究所碩士論文. 2008: 116–117.